# 斑翼甲鯰
斑翼甲鯰為輻鰭魚綱鯰形目甲鯰科的其中一種，為熱帶淡水魚，分布於南美洲马代拉河、普魯斯河、茹魯阿河與馬拉尼翁河流域，體長可達28.5公分，棲息在底層水域，生活習性不明，可做為觀賞魚。

## 扩展阅读
維基物種上的相關：斑翼甲鯰